# Tetramorium rogatum
Tetramorium rogatum är en myrart som beskrevs av Bolton 1980. Tetramorium rogatum ingår i släktet Tetramorium och familjen myror. Inga underarter finns listade i Catalogue of Life.